# Comuna Mendicăuți, Secureni
Mendicăuți (în ucraineană Олексіївка, transliterat: Oleksiivka) este o comună în raionul Secureni, regiunea Cernăuți, Ucraina, formată din satele Mendicăuți (reședința) și Novooleksiivka.

## Demografie
Componența lingvistică a comunei Mendicăuți
     Ucraineană (96,08%)
     Română (2,44%)
     Alte limbi (1,35%)
Conform recensământului din 2001, majoritatea populației comunei Mendicăuți era vorbitoare de ucraineană (96,08%), existând în minoritate și vorbitori de română (2,44%).